# Гамзиградска бања
Гамзиградска бања је бања у источној Србији, близу Зајечара.

## Географски положај
Гамзиградска бања се налази у источној Србији, 220 km југоисточно од Београда, а 11 km западно од Зајечара. Лежи на 160 m надморске висине у меандарској долини доњег тока Црног Тимока, на самим његовим обалама, недалеко од магистралног пута Зајечар – Параћин, којим се остварује добра саобраћајна веза у свим правцима.

## Клима
Гамзиградска бања је под утицајем континенталне климе, а микроклима је сложена, са одликама континенталног и подпланинског поднебља. Окружена је шумовитим брежуљцима и представља врло угодан и тих кутак за лечење, одмор, рекреацију, спорт и риболов, са увек свежим и чистим ваздухом, недирнуте природе, пун зеленила и цвећа, уређеним парком, удаљен од урбане средине.

## Историјат Гамзиградске бање
Трагови материјалне културе из доба Римљана на тлу Србије су бројни и разноврсни. Неки од њих везани су за налазишта руда, стратешки важне локације и термоминералне изворе. На примеру Гамзиградске бање и царског града Феликс Ромулијане то је јасно потврђено. Гамзиградска бања спада у најстарије балнеолошке центре Србије али је током времена мењала значај и функције. У наше време, после установљења Завода за специјализовану рехабилитацију, убраја се у групу од 10 најпосећенијих у Србији.
Писани подаци о Гамзиградској бањи потичу из 1835. године када је овде боравио барон Хeрдер, који је указао на лековиту воду код села Гамзиград на Црном Тимоку, 10 km северније од Зајечара, поред пута за Бор, односно Параћин. Од интереса су и теренске белешке из 1863. године групе професора Лицеја, који су екскурзирали по источној Србији. Прва терапијска купања датирају из 1890. године и везују се за боравак Јосифа Панчића и његових ученика. За лековите изворе је знао и доктор медицине Стеван Мачај, срески физикус, који је извесно време службовао у Зајечару. Детаљне хемијске анализе извршио је Сима Лозанић 1922. године и сврстао је у индиферентне хипотерме са земноалкалном водом.
Године 1925. извршена је прва солиднија каптажа извора топле воде на месту данашњих базена 2 и 3, који су готово у кориту Црног Тимока.
Сељаци из околине су 1930-тих користили бању зими, када се хотели затворе, тако да не би плаћали два динара за свако од 40-60 купања, а базене су користили наги. У то време су у бању долазили и многи надрилекари и врачаре.
Плански развој Гамзиградске бање почео је 1954. године када је Народни одбор среза Зајечара донео одлуку о уређењу и заштити бање.
Уз хидрогеолошка истраживања терена обављене су нове хемијске анализе воде и дефинисане индикације и контра индикације. Године 1962, године изграђен је хотел Каструм са депандансом. Преко Црног Тимока, у центру бање, изграђен је мост. Тада је уређен парк, обновљена су купатила, нешто касније донет Генерални урбанистички план, одређена локација неколико вила и резервисан простор за израду викенд-насеља. Корито Црног Тимока, у чијем се приобаљу налазе бањски објекти, регулисан је 1992. године. Значајан догађај за развој бање био је оснивање Завода за превенцију, лечење и рехабилитацију болести периферних крвних судова и вибрационе болести, који датира из 1976. године.

## Геолошке и геоморфолошке карактеристике
Гамзиградска бања се развила на надморској висини од 160m на простору антиклинално-синклиналне геолошке структуре правца север-југ. У геолошкој грађи терена доминирају кречњачке творевине, вулканити, туфови, лискуновити пешчари, глинци и лапорци. Војислав Вујановић и Милорад Теофиловић закључују да се „У генетском погледу минерална вода може окарактерисати као инфилтрациона, с тим што се претпоставља да садржи и мање количине јувенилне воде. Ову задњу треба везати за дацитско-андезитски вулканизам источне Србије или за његове најмлађе фазе. С обзиром да се минерална вода не јавља у виду површинске акумулације, не претпоставља се да се она значајније меша са атмосферским водама. Самим тим ни разблаживање минералне воде на горњи начин не може да дође до јачег изражаја”.

## Хидролошке карактеристике
Гамзиградска бања има 5 извора, од којих су 2 у кориту Црног Тимока, а 3. у приобаљу. Укупна издашност им је 2,5-5,5 l/s, а температура 37-40 °C. Вода је хидрокарбонатно-хлорно-натријумског типа, укупе минерализације 0,65 g/l и pH реакције 7,4. У гасном саставу доминира азот. Повишена радиоактивност потиче од радијума и радона. Поред природних извора овде постоји и неколико хидрогеолошких бушотина. „Бушотином БГ-1 добија се око 20 l/s воде уз снижење нивоа за 33 m. Дуже црпљење је довело до пресушивања термалних извора у старом купатилу, а са променама количине црпљења мењају се и остали параметри режима издани- температура, хемијски састав, ниво издани. Тако се концентрација сулфата у термалној води перманентно смањује: од 41 mg/l (12.1983) до 33 mg/l (11.1984), односно 26,1 mg/l (у 1985. години)”, истиче Д. Шарчевић 1986. године у Елаборату о резервама термоминералне воде Гамзиградске бање и указује на висок садржај силицијум-диоксида.

## Лечење (Балнео терапија)
Коришћење природних лековитих фактора термоминералне воде и пелоида за лечење разних болести и повреда у Гамзиградској бањи је прва, најстарија и најважнија функција. Интензивно се, стручно и професионално развија у поменутом Заводу који има више од 70. запослених (лекари, физиотерапеути, медицинске сестре...) Овде се обавља специјализована рехабилитација обољења периферних крвних судова, као и општа рехабилитација. Прва обухвата органске и функционалне поремећаје артеријских крвних судова и лимфног система, а друга болести везивног ткива, зглобне и ванзглобне облике реуматизма, ортопедске болести посттрауматска стања, неуролошка обољења, гинеколошке поремећаје и аномалије дечјег узраста. У Заводу се реализује програм лечења професионалних обољења вибрационе болести, као последица рада на одговарајућим машинама.
Често се истиче да је на вишедеценијској традицији Гамзиградска бања израсла у модерну Специјализовану болницу за рехабилитацију оболелих периферних крвних судова. Реч је о органским поремећајима артерија, обољењима периферних венских крвних судова и лимфног система. Овде се лечи вибрациона болест и успешно спроводи рехабилитација болести везивног ткива. Више врста терапијских купки и савремени апарати (хипербарична комора), уз свеукупну медицинску помоћ искусних лекара, дају добре резултате. Посебно се наглашава значај хипербаричне оксигенације као начин лечења поремећеног снабдевања ћелија кисеоником, нарочито у раним фазама болести.
Завод има специјалистичке физијатријске амбуланте, дијагностички кабинет, кардио-пулмолошки кабинет, биохемијску лабораторију и терапијски блок, који обухвата следеће врсте терапија: хидро, кинези, радну, електро, фото, васкуларну, вакуум, парафин, екстензију кичме и дијеталну исхрану. Користе се блатне облоге за лечење реуматизма зглобова и мишића, ишијаса, последица повреда и неких кожних болести. Постоје два базена, кад се минералном водом и галванским елементима, апарати за подводну масажу, микромасажу, четвороћеличне и Хауферове купке.

## Туризам
У свим објектима за смештај, рачунајући и приватне куће има око 1000 лежаја.
| Година | Туристи | Ноћења | Године | Туристи | Ноћења |
| ------ | ------- | ------ | ------ | ------- | ------ |
| 1960.  | 2.655   | 29.273 | 1985.  | 6.840   | 41.192 |
| 1965.  | 3.216   | 30.038 | 1990.  | 7.479   | 94.254 |
| 1970.  | 3.105   | 27.308 | 1995.  | 4.145   | 76.605 |
| 1975.  | 5.807   | 47.953 | 2000.  | 2.400   | 76.800 |
| 1980   | 5.156   | 41.664 | 2005.  | 4.865   | 64.293 |

Здравствено-лечилишна функција Гамзиградске бање је најстарија и најзначајнија. То потврђује однос броја посетилаца и ноћења, који указује на дуг боравак ради лечења. Уз основну функцију, овде је развијен излетнички туризам, транзит путника, практикују се припреме спортиста, одржава сликарска колонија и организују неке манифестације. У бањи ради једна од најстаријих хидроелектрана у Србији а недалеко од ње је историјски значајно и законом заштићено археолошко налазиште римског царског града Феликс Ромулијана, објекат светске баштине са листе УНЕСКО-а.

## Галерија
- Споменик
- Мост преко Црног Тимока
- Чесма
- Болница